# Episodi di Bonanza (sesta stagione)
La sesta stagione della serie televisiva Bonanza è andata in onda negli Stati Uniti dal 20 settembre 1964 al 23 maggio 1965 sulla NBC.
| nº | Titolo originale              | Prima TV USA      | Titolo italiano | Prima TV Italia |
| -- | ----------------------------- | ----------------- | --------------- | --------------- |
| 1  | Invention of a Gunfighter     | 20 settembre 1964 |                 |                 |
| 2  | The Hostage                   | 27 settembre 1964 |                 |                 |
| 3  | The Wild One                  | 4 ottobre 1964    |                 |                 |
| 4  | Thanks for Everything, Friend | 11 ottobre 1964   |                 |                 |
| 5  | Logan's Treasure              | 18 ottobre 1964   |                 |                 |
| 6  | The Scapegoat                 | 25 ottobre 1964   |                 |                 |
| 7  | A Dime's Worth of Glory       | 1º novembre 1964  |                 |                 |
| 8  | Square Deal Sam               | 8 novembre 1964   |                 |                 |
| 9  | Between Heaven and Earth      | 15 novembre 1964  |                 |                 |
| 10 | Old Sheba                     | 22 novembre 1964  |                 |                 |
| 11 | A Man to Admire               | 6 dicembre 1964   |                 |                 |
| 12 | The Underdog                  | 13 dicembre 1964  |                 |                 |
| 13 | A Knight to Remember          | 20 dicembre 1964  |                 |                 |
| 14 | The Saga of Squaw Charlie     | 27 dicembre 1964  |                 |                 |
| 15 | The Flapjack Contest          | 3 gennaio 1965    |                 |                 |
| 16 | The Far, Far Better Thing     | 10 gennaio 1965   |                 |                 |
| 17 | Woman of Fire                 | 17 gennaio 1965   |                 |                 |
| 18 | The Ballerina                 | 24 gennaio 1965   |                 |                 |
| 19 | The Flannel-Mouth Gun         | 31 gennaio 1965   |                 |                 |
| 20 | The Ponderosa Birdman         | 7 febbraio 1965   |                 |                 |
| 21 | The Search                    | 14 febbraio 1965  |                 |                 |
| 22 | The Deadliest Game            | 21 febbraio 1965  |                 |                 |
| 23 | Once a Doctor                 | 28 febbraio 1965  |                 |                 |
| 24 | Right is the Fourth R         | 7 marzo 1965      |                 |                 |
| 25 | Hound Dog                     | 21 marzo 1965     |                 |                 |
| 26 | The Trap                      | 28 marzo 1965     |                 |                 |
| 27 | Dead and Gone                 | 4 aprile 1965     |                 |                 |
| 28 | A Good Night's Rest           | 11 aprile 1965    |                 |                 |
| 29 | To Own the World              | 18 aprile 1965    |                 |                 |
| 30 | Lothario Larkin               | 25 aprile 1965    |                 |                 |
| 31 | The Return                    | 2 maggio 1965     |                 |                 |
| 32 | The Jonah                     | 9 maggio 1965     |                 |                 |
| 33 | The Spotlight                 | 16 maggio 1965    |                 |                 |
| 34 | Patchwork Man                 | 23 maggio 1965    |                 |                 |

## Invention of a Gunfighter
- Prima televisiva: 20 settembre 1964
- Diretto da: John Florea
- Scritto da: Daniel B. Ullman

### Trama
- Guest star: Ron Foster (Al Mooney), Bern Hoffman (Sam), Martha Manor (bionda nel saloon), Valerie Allen (Olive), John Hubbard (dottore), Guy Stockwell (Johnny Chapman)

## The Hostage
- Prima televisiva: 27 settembre 1964
- Diretto da: Don McDougall
- Scritto da: Don Mullavy

### Trama
- Guest star: Jacqueline Scott (Willa), Buck Taylor (Billy), Carl Bartlett (Len), Bill Clark (Jim), Conlan Carter (Tip), Harold Stone (Chad)

## The Wild One
- Prima televisiva: 4 ottobre 1964
- Diretto da: William Witney
- Scritto da: Jo Pagano

### Trama
- Guest star: Kathryn Hays (Prudence Jessup), Aldo Ray (Lafe Jessup)

## Thanks for Everything, Friend
- Prima televisiva: 11 ottobre 1964
- Diretto da: Christian Nyby
- Scritto da: Jerry Adelman

### Trama
- Guest star: Tom Skerritt (Jerry), John Mitchum (Grimes), Barbara Wilkin (Matilda), Linda Foster (Sue Miller), Rory Calhoun (Tom Wilson)

## Logan's Treasure
- Prima televisiva: 18 ottobre 1964
- Diretto da: Don McDougall
- Scritto da: Robert Sabaroff, Ken Pettus

### Trama
- Guest star: John Kellogg (Frank Reed), Tim McIntire (Mike Crawford), Jack Carol (impiegato dell'hotel), Russ Bender (George), Virginia Gregg (Angie Malone), Dan Duryea (Sam Logan)

## The Scapegoat
- Prima televisiva: 25 ottobre 1964
- Diretto da: Christian Nyby
- Scritto da: Rod Peterson

### Trama
- Guest star: Richard Devon (Weaver), Jon Lormer (Collins), Sandra Warner (Nancy Collings), Bill Catching (Pitts), Troy Melton (Reese), George Kennedy (Waldo Watson)

## A Dime's Worth of Glory
- Prima televisiva: 1º novembre 1964
- Diretto da: William F. Claxton
- Scritto da: Richard Shapiro, Esther Shapiro

### Trama
- Guest star: Anthony Jochim (vice sceriffo), Charles Maxwell (Pickard), James Bell (Pop), Preston Pierce (Mike), Dal Jenkins (Raymond), John Harmon (addetto al telegrafo), Walter Brooke (Tobias W. Finch), Bruce Cabot (Reed Laramore)

## Square Deal Sam
- Prima televisiva: 8 novembre 1964
- Diretto da: Murray Golden
- Scritto da: Jessica Benson, Murray Golden

### Trama
- Guest star: Nydia Westman (Martha Washburn), Sydney Smith (giudice), Danny Flower (Danny), Sandy Kenyon (Gibson), Ernest Truex ("Square Deal" Sam Washburn)

## Between Heaven and Earth
- Prima televisiva: 15 novembre 1964
- Diretto da: William Witney
- Scritto da: Ed Adamson

### Trama
- Guest star: Robert Biheller (Ken), Bob Miles (Les), Richard Jaeckel (Mitch)

## Old Sheba
- Prima televisiva: 22 novembre 1964
- Diretto da: John Florea
- Scritto da: Alex Sharp

### Trama
- Guest star: Clegg Hoyt (Barney), Phil Chambers (Anderson), William Demarest (Angus Tweedy), Henry Kulky (Bearcat), Bob Miles (Stuntman)

## A Man to Admire
- Prima televisiva: 6 dicembre 1964
- Diretto da: John Florea
- Scritto da: Mort R. Lewis

### Trama
- Guest star: Jason Johnson (dottore), Booth Colman (Flint Durfee), Michel Petit (Jamie), Dave Willock (Deeter), William Mims (Evans), Hal Baylor (Ev Durfee), Bern Hoffman (Sam), James Gregory (Whitney Parker)

## The Underdog
- Prima televisiva: 13 dicembre 1964
- Diretto da: William F. Claxton
- Scritto da: Don Mullavy

### Trama
- Guest star: Bob Miles (cowboy), Bill Clark (Warren), Bruno VeSota (barista), Mimi Walters (Marie), Robert F. Hoy (Klawson), Tom Reese (Lee Burton), Henry Wills (Stokey), Charles Bronson (Harry Starr)

## A Knight to Remember
- Prima televisiva: 20 dicembre 1964
- Diretto da: Vincent McEveety
- Scritto da: Robert V. Barron

### Trama
- Guest star: Rodolfo Acosta (Juan), Charles Watts (sceriffo Munsey), Zeme North (Phoebe), Rico Alaniz (bandito), Robert Sorrells (vicesceriffo Cyril), Raymond Guth (conducente della diligenza), Henry Jones (Arthur/Leo)

## The Saga of Squaw Charlie
- Prima televisiva: 27 dicembre 1964
- Diretto da: William Witney
- Scritto da: Warren Douglas

### Trama
- Guest star: William Tannen (Lem), Virginia Christine (Martha), Vicki Ros (Angela), Myron Healey (Buck), Don 'Red' Barry (Bud), John Mitchum (Hank), Anthony Caruso (Charlie)

## The Flapjack Contest
- Prima televisiva: 3 gennaio 1965
- Diretto da: William F. Claxton
- Scritto da: Frank Cleaver

### Trama
- Guest star: Joan Huntington (Lily), Olan Soule (Ira), Mel Berger (Big Ed), Bern Hoffman (Sam), Johnny Seven (Trager), Howard Wendell (banchiere)

## The Far, Far Better Thing
- Prima televisiva: 10 gennaio 1965
- Diretto da: Bernard McEveety
- Scritto da: Mort R. Lewis

### Trama
- Guest star: Jack Big Head (Tall Brave), Warren Vanders (Tuck), Stacy Harris (Martin Melviney), X Brands (Sharp Tongue), Brenda Scott (Lucy Melviney)

## Woman of Fire
- Prima televisiva: 17 gennaio 1965
- Diretto da: William F. Claxton
- Scritto da: Suzanne Clauser

### Trama
- Guest star: Susan Silo (Eleana Miguel), Valentin de Vargas (Manuel), Joan Hackett (Margarita Miguel), Jay Novello (Don Miguel), Cesare Danova (Luis), Eugene Iglesias (Carlos)

## The Ballerina
- Prima televisiva: 24 gennaio 1965
- Diretto da: Don McDougall
- Scritto da: Frank Chase

### Trama
- Guest star: Barrie Chase (Kellie Conrad), Douglas Fowley (Ned Conrad), Warren Stevens (Paul Mandel), Bob Miles (cowboy), Read Morgan (Tad Blake), Hugh Sanders (proprietario miniera), Cosmo Sardo (barista)

## The Flannel-Mouth Gun
- Prima televisiva: 31 gennaio 1965
- Diretto da: Don McDougall
- Scritto da: Leo Gordon, Paul Leslie Wilke

### Trama
- Guest star: Don Collier (Ira Tatum), Harry Carey, Jr. (Shelton), Ina Victor (Cynthie), Bill Clark (vice sceriffo), Troy Melton (ladro di bestiame), Robert F. Hoy (Jake Deton), Earl Holliman (Sherman Clegg), I. Stanford Jolley (Holtzmeier), Robert J. Wilke (Al Simmons)

## The Ponderosa Birdman
- Prima televisiva: 7 febbraio 1965
- Diretto da: Herbert L. Strock
- Scritto da: Blair Robertson, Hazel Swanson

### Trama
- Guest star: Ed Wynn (professore Phineas T. Klump), Marlyn Mason (Amanda)

## The Search
- Prima televisiva: 14 febbraio 1965
- Diretto da: William F. Claxton
- Scritto da: Frank Cleaver

### Trama
- Guest star: Bill Hickman (Big Cowboy), Howard Wright (Abe Jenkins), John Harding (Jason), Elaine Devry (Valerie Burns), C. Lindsay Workman (Mr. Weems), Kelly Thordsen (sceriffo Conners), Phil Chambers (titolare del negozio), Robert F. Hoy (piccolo cowboy), Lola Albright (Ann)

## The Deadliest Game
- Prima televisiva: 21 febbraio 1965
- Diretto da: Gerd Oswald
- Scritto da: Jo Pagano

### Trama
- Guest star: Fabrizio Mioni (Carlo), Lili Valenty (Donna Luisa), Grandon Rhodes (dottore), Bill Clark (lavoratore nel ranch), Cesar Romero (Guido Borelli), Ilze Taurins (Petina)

## Once a Doctor
- Prima televisiva: 28 febbraio 1965
- Diretto da: Tay Garnett
- Scritto da: Martha Wilkerson

### Trama
- Guest star: Michael Rennie (professore Poppy/Dr. Mundy), Ashley Cowan (Thomas Crippen), Grandon Rhodes (dottore), Elizabeth Rogers (Allie Lou)

## Right is the Fourth R
- Prima televisiva: 7 marzo 1965
- Diretto da: Virgil Vogel
- Scritto da: Jerry Adelman

### Trama
- Guest star: Bill Clark (Schoolhouse Fight Thug), Henry Wills (Schoolhouse Fight Thug), Mariette Hartley (Barbara Scott), Bob Miles (Schoolhouse Fight Thug), Barry Kelley (Sam Chaffee), Everett Sloane (colonnello Scott), Grandon Rhodes (dottore)

## Hound Dog
- Prima televisiva: 21 marzo 1965
- Diretto da: Ralph E. Black
- Scritto da: Alex Sharp

### Trama
- Guest star: Sue Ane Langdon (Tracy Ledbetter), Chubby Johnson (Abner Ledbetter), Bruce Yarnell (Muley Jones)

## The Trap
- Prima televisiva: 28 marzo 1965
- Diretto da: William Witney
- Scritto da: Ken Pettus

### Trama
- Guest star: Steve Cochran (Burk Shannon/Boothe Shannon), Paul Lukather (Cletus), Cosmo Sardo (barista), Austin Green (prete), George Murdock (Floyd), Joan Freeman (Hallie Shannon)

## Dead and Gone
- Prima televisiva: 4 aprile 1965
- Diretto da: Robert Totten
- Scritto da: Paul Schneider

### Trama
- Guest star: Bill Clark (vice), Steve Ihnat (Johann Bruhner), Clint Sharp (conducente della diligenza), Hoyt Axton (Howard Mead), Susanne Cramer (Hilda Bruhner)

## A Good Night's Rest
- Prima televisiva: 11 aprile 1965
- Diretto da: William F. Claxton
- Scritto da: Frank Cleaver, Jeffrey Fleece

### Trama
- Guest star: Jay Ripley (Larry), Lloyd Corrigan (dottore), Bill Clark (vice sceriffo Bill), Abigail Shelton (Lucy), Eddie Firestone (Potts), Michael Forest (Frank Shirmer), Clegg Hoyt (Loy), Jean Willes (Jenny Jenkins), Robert Ridgely (Wilfred)

## To Own the World
- Prima televisiva: 18 aprile 1965
- Diretto da: Virgil Vogel
- Scritto da: Ed Adamson

### Trama
- Guest star: Linda Lawson (Maria Hackett), J. Edward McKinley (sindaco), Telly Savalas (Charles Hackett), Curt Conway (Harry Towers), John Hubbard (Carl Davis), Robert F. Hoy (Bill)

## Lothario Larkin
- Prima televisiva: 25 aprile 1965
- Diretto da: William Witney
- Scritto da: Warren Douglas

### Trama
- Guest star: Jim Davis (Johnny), Noah Beery Jr. (Lothario Larkin), Jan Norris (Meg), Linda Bennett (Francine), Morgan Woodward (Mike Gillis), Frank Ferguson (Abner), Olive Sturgess (Nancy), Dorothy Green (Laura)

## The Return
- Prima televisiva: 2 maggio 1965
- Diretto da: Virgil Vogel
- Scritto da: Ken Pettus, Frank Chase

### Trama
- Guest star: Joan Blackman (Clara Dorn), Dan Riss (Latham), Bill Clark (delinquente), John Conte (Paul Dorn), Phil Chambers (Hubbell), Tony Young (Trace Cordell), Bob Miles (delinquente)

## The Jonah
- Prima televisiva: 9 maggio 1965
- Diretto da: William F. Claxton
- Scritto da: Preston Wood

### Trama
- Guest star: Cosmo Sardo (barista), Erin O'Donnell (Susan), Bill Clark (Will), Angela Clarke (Teresa), Troy Melton (Charlie), Dean Harens (Jim Poole), Andrew Prine (George Whitman), Ken Mayer (Harry Kern), Jerry Summers (mandriano al bar), Martha Manor (Martha)

## The Spotlight
- Prima televisiva: 16 maggio 1965
- Diretto da: Gerd Oswald
- Scritto da: Richard Carr

### Trama
- Guest star: John Frederick (cittadino), Billy M. Greene (pianista), Winnie Collins (Mrs. Brown), Martha Manor (cittadina bionda), Ron Randell (Carleton), Cosmo Sardo (cittadino), Ian Wolfe (manager), Robert Foulk (cittadino), Viveca Lindfors (Angela Bergstrom), Jeanne Determann (Mrs. Finch)

## Patchwork Man
- Prima televisiva: 23 maggio 1965
- Diretto da: Ralph E. Black
- Scritto da: Don Tait, William Koenig

### Trama
- Guest star: Grandon Rhodes (dottore), Sue Randall (Ann), Lane Bradford (Stimler), Holly Bane (Charlie), Grant Williams (Albert "Patch" Saunders), Bruce Gordon (Mr. Bronson), Robert F. Hoy (piccolo cowboy)